# Daman i Diu
Daman i Diu (portugalski: Damão e Diu, gudžaratski:  દમણ અને દીવ, marathi: दमण आणि दीव, engleski: Daman and Diu) je savezni teritorij Indije koji se nalazi u zapadnoj Indiji. Diu se nalazi na krajnjem jugu poluotoka, a Daman na jugu savezne države Gujarat. Teritorij se nalazi samo nekih dvadesetak kilometara niz rijeku Daman Ganga od drugog saveznog teritorija Indije, također dijela bivše portugalske kolonije, Dadre i Nagar Havelija. Glavni grad teritorija je Daman, a prostire se na 102 km² s 242.911 stanovnika (2011.).

## Zemljopis
Diu distrikt se sastoji od istoimenog otoka i malenog dijela sa selom Ghoghla na obližnjem kopnu savezne države Gujarat, ukupne površine od 40 km². Daman se nalazi na jugu Gujarata, na ušću rijeke Daman Ganga u Arapsko more. Distrikt Daman ima ukupnu površinu od 72 km² i 192.173 stanovnika (prema popisu iz 2011.), što je 69.256% više od broja stanovnika zabilježenih popisom iz 2001. god.

## Povijest
Maratha Carstvo je okupiralo ovo područje zajedno s ostatkom Rajputana sredinom 18. stoljeća. Ovo područje je gotovo 450 godina pripadalo portugalskom distriktu Daman (Distrito de Damão) Portugalske Indije (Estado da Índia) kojim je vladao guverner distrikta. Vladavina Portugala u regiji se nastavila do 1961. god. kada su je okupirale snage vjerne Indijskom nacionalnom ujedinjenju. Regija se službeno spojila s Indijom tek 31. prosinca 1974. god. kada je Portugal prepustio Indiji suverenitet nad svim svojim posjedima u Indiji (Goa, Dadra i Nagar Haveli, te Daman i Diu).
Goa, Daman i Diu su predstavljale jedinstven savezni teritorij sve do 1987., kada je Goa postala državom, ostavivši Daman i Diu kao zaseban savezni teritorij od kojega svaka enklava čini jedan od dva distrikta teritorija.

## Stanovništvo
Marathi i gudžaratski su dva glavna jezika teritorija, a uporaba portugalskog je u padu jer više nije službeni, niti se uči u školama (iako ga govori 10% stanovnika Damana). Postoje i portugalski kreolski jezici u Damanu (poznati kao Língua da Casa, „Kućni jezik”) i Diuu (Língua dos Velhos, tj. „Jezik staraca”). 

## Poveznice
- Bitka kod Diua
- Damania

## Vanjske poveznice
Vodič: Daman and Diu na Wikivoyageu